# José Maria Ferreira
José Maria Soares de Andréa Ferreira (ur. w 1900 w Lizbonie, zm. ?) – portugalski strzelec, olimpijczyk. Młodszy brat António (również strzelca).

## Kariera
Dwukrotnie wystąpił na igrzyskach olimpijskich (IO 1932, IO 1948), na których wystartował łącznie w trzech konkurencjach. Na zawodach w Los Angeles zajął 23. miejsce w karabinie małokalibrowym leżąc z 50 m i 7. pozycję w pistolecie szybkostrzelnym z 25 m (startowało odpowiednio 26 i 17 strzelców). Podczas igrzysk w Londynie osiągnął 22. wynik w drugiej z wymienionych konkurencji (na 59 zawodników).
W 1928 i 1929 roku został wicemistrzem Portugalii w karabinie precyzyjnym z 50 m.

## Wyniki

### Igrzyska olimpijskie
| Igrzyska         | Konkurencja                       | Wynik              | Miejsce | Źródło |
| ---------------- | --------------------------------- | ------------------ | ------- | ------ |
| Los Angeles 1932 | Karabin małokalibrowy leżąc, 50 m | 279 pkt.           | 23      | [ 1 ]  |
| Los Angeles 1932 | Pistolet szybkostrzelny, 25 m     | 29 pkt. (18–6–5)   | 7       | [ 2 ]  |
| Londyn 1948      | Pistolet szybkostrzelny, 25 m     | 524 pkt. (253–271) | 22      | [ 3 ]  |